# إليزابيث إيتون روزنتال
إليزابيث إيتون روزنتال هي فنانة منسوجات ‏ كندية، ولدت في 1941.